# Tanje Village Museum
Das Tanje Village Museum (andere Schreibweise Tanji Village Museum) ist ein Museum im westafrikanischen Staat Gambia. Das Museum liegt Ort Tanji an der Coastal Road und ist nach eigenen Aussagen das erste privat betriebene Museum in Gambia.
Das Museum, vergleichbar einem Museumsdorf, zeigt auf einem Areal von rund 175 × 80 Metern das traditionelle Leben und die Kultur in Gambia. Dazu werden verschiedene Exponate, unter anderem viele Musikinstrumente, der unterschiedlichen Völker Gambias gezeigt. Als Zielpublikum wird primär der Tourist angesprochen, aber auch die lokale Bevölkerung und Schulklassen werden als Besucher empfangen. Das Museum ist wie ein traditioneller afrikanischer Compound aufgebaut und besteht aus mehreren Rundhütten. Weiter wurde ein botanischer Lehrpfad eingerichtet in dem rund 30 Bäume deren Verwendung als Nahrung, Medizin oder Baumaterial dienen mit deren Namen vorgestellt werden. Deren Bezeichnung wird mit dem wissenschaftlichen Namen, dem englischen und den Namen auf Mandinka und Wolof angeführt.
Gegründet wurde das Museum im November 1997 von Abdoulie Bayo, der zuvor lange Zeit das National Museum in Banjul führte. Das Museum hatte seit der Gründung zwei Auszeichnungen erhalten.